# Remakes de pel·lícules d'Akira Kurosawa
Aquí es presenta la llista de remakes de pel·lícules d'Akira Kurosawa. Algunes de les seves pel·lícules han estat imitades parcialment o totalment. La llista de la taula que es presenta inclou només remakes complets; no inclou pel·lícules que s'han inspirat en la trama bàsica d'una o més de les pel·lícules del director – com a Bug Vida (1998) que fa referència tant als Els set samurais (1954) i remake que es va fer a Hollywood, Els set magnífics (1960) – ni pel·lícules que adopten o parodien elements de l'argument o caràcters d'alguna pel·lícula de Kurosawa sense fer una adaptació de tota ella, com La Guerra de les Galàxies IV: Una Nova Esperança (1977) a partir de La fortalesa amagada (1958). La pel·lícula Inferno de 1999 amb Jean-Claude Van Damme també és un remake de Yojimbo. Va ser dirigida per John G. Avildsen que va demanar de canviar el seu nom en els crèdits pel de Danny Mulroon a causa de diferències creatives.
La informació de la taula deriva de la pàgina sobre Akira Kurosawa a IMDB i l'obra sobre la filmografia de Kurosawa de Stuart Galbraith.

## Taula
| Any  | Títol original de remake                         | Títol anglès                         | Remake de                            | Director                                      | País d'origen           | crèdit de Kurosawa?                   |
| ---- | ------------------------------------------------ | ------------------------------------ | ------------------------------------ | --------------------------------------------- | ----------------------- | ------------------------------------- |
| 1955 | Sugata Sanshiro                                  | Sanshiro Sugata                      | Sanshiro Sugata                      | Shigeo Tanaka                                 | Japó                    | Sí                                    |
| 1960 | Els set magnífics                                | —                                    | Els set samurais                     | John Sturges                                  | EUA                     | No                                    |
| 1960 | Rashomon (Televisió)                             | —                                    | Rashomon                             | Sidney Lumet                                  | EUA                     | Sí                                    |
| 1964 | Per un pugno di dollari                          | Per un grapat de dòlars              | Yojimbo (no autoritzat)              | Sergio Leone                                  | Itàlia-Espanya-Alemanya | No                                    |
| 1964 | The Outrage                                      | —                                    | Rashōmon                             | Martin Ritt                                   | EUA                     | Sí                                    |
| 1965 | Sugata Sanshiro                                  | Sanshiro Sugata                      | Sanshiro Sugata I Sanshiro Sugata II | Seiichiro Uchikawa                            | Japó                    | Sí                                    |
| 1966 | Django                                           | —                                    | Yojimbo                              | Sergio Corbucci                               | Itàlia-Espanya          | No                                    |
| 1968 | Xue cheng                                        | The Last Day of Hsianyang            | La fortalesa amagada                 | Fu Di Lin                                     | Taiwan – Hong Kong      | Sí                                    |
| 1973 | Nora Inu                                         | El gos rabiós                        | El gos rabiós                        | Azuma Morisaki                                | Japó                    | Sí                                    |
| 1980 | Batalla més enllà de les estrelles               | —                                    | Els set samurais (no autoritzat)     | Jimmy T. Murakami Roger Corman (no acreditat) | EUA                     | No                                    |
| 1984 | The Warrior and the Sorceress                    | —                                    | Yojimbo                              | John C. Broderick                             | EUA                     | No                                    |
| 1989 | Zhong yi qun ying                                | Set Guerrers                         | Els set samurais                     | Terry Tong                                    | Hong Kong               | Sí, com a mínim en la coberta de DVD. |
| 1996 | Omega Fat                                        | —                                    | Yojimbo                              | Albert Pyun                                   | EUA                     | No                                    |
| 1996 | L'últim home                                     | —                                    | Yojimbo                              | Walter Hill                                   | EUA                     | Sí                                    |
| 2001 | Kaze Cap Yojimbo (anime sèrie televisiva)        | —                                    | Yojimbo                              | Hayato Data                                   | Japó                    | Sí                                    |
| 2004 | Samurai 7 (anime sèrie televisiva)               | —                                    | Els set samurais                     | Toshifumi Takizawa (I altres)                 | EUA—del Japó            | Sí                                    |
| 2007 | Tsubaki Sanjurō                                  | Sanjurō Tsubaki                      | Sanjuro                              | Yoshimitsu Morita                             | Japó                    | Sí                                    |
| 2007 | Tengoku A Jigoku                                 | Heaven and Hell                      | Tengoku to jigoku                    | Yasuo Tsuruhashi                              | Japó (televisió)        | No                                    |
| 2008 | Kakushi Toride Cap San-Akunin: L'Última Princess | Fortalesa amagada: L'Última Princess | La fortalesa amagada                 | Shinji Higuchi                                | Japó                    | Sí                                    |
| 2011 | U-Mong Pa Meung                                  | Heaven and Hell                      | Rashomon                             | ML.Phundevanop Devakula                       | Tailàndia               | Sí                                    |
| 2012 | Gwanghae, Wangyidoen namja                       | Masquerade                           | Kagemusha                            | Chang-min Choo                                | Corea del Sud           | No                                    |
| 2016 | The Magnificent Seven                            | —                                    | Els set samurais                     | Antoine Fuqua                                 | EUA                     | Sí                                    |